# Mausoleum Ebeling

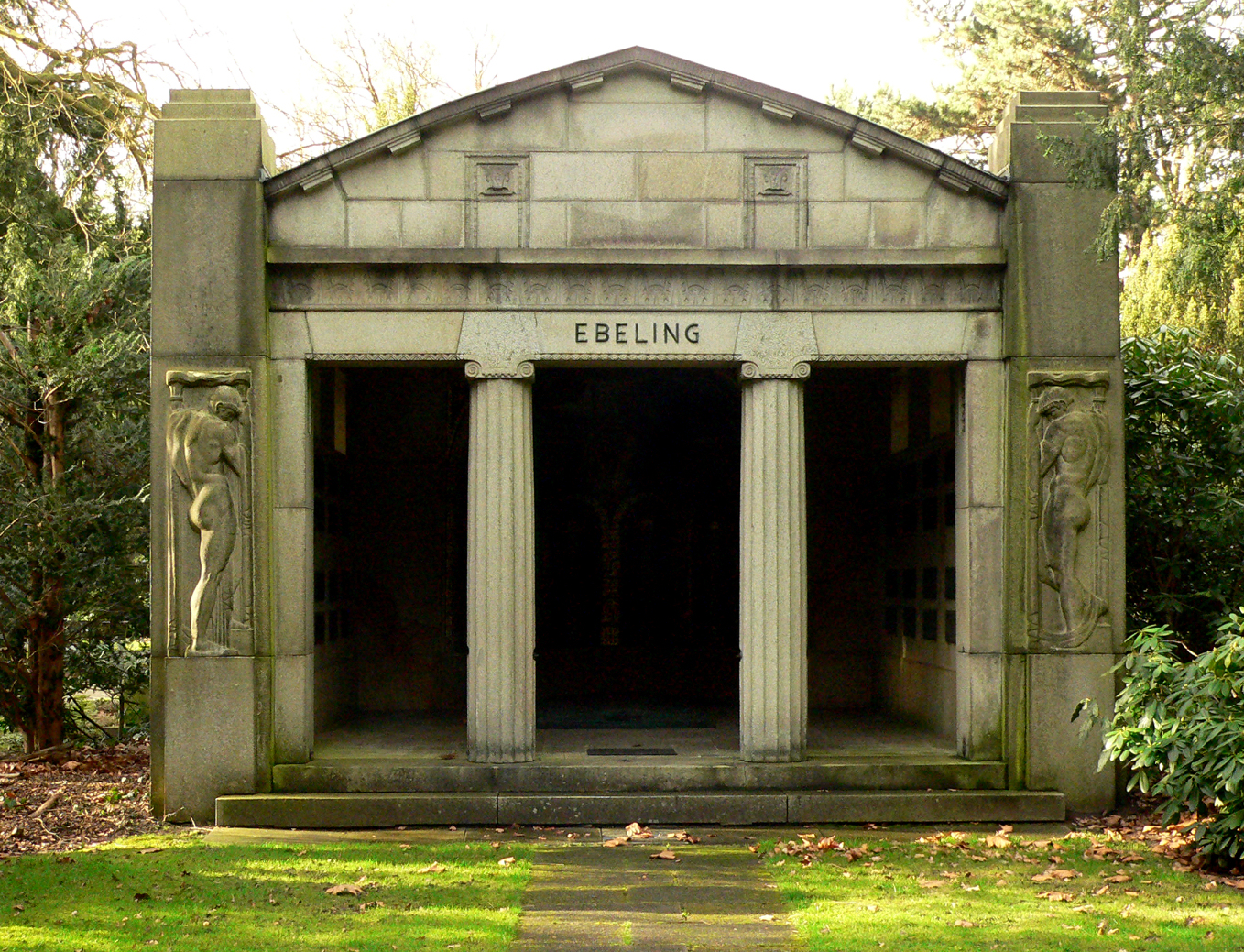
Mausoleum Ebeling

Das Mausoleum Ebeling ist ein Grabmal auf dem Stadtfriedhof Engesohde in Hannover. Der Architekt Ferdinand Eichwede errichtete es 1907 als Erbbegräbnis der Familie des Bergbaudirektors Georg Ebeling. Das Mausoleum gilt als eines der aufwändigsten und prächtigsten Grabmale des Friedhofs. 

## Geschichte

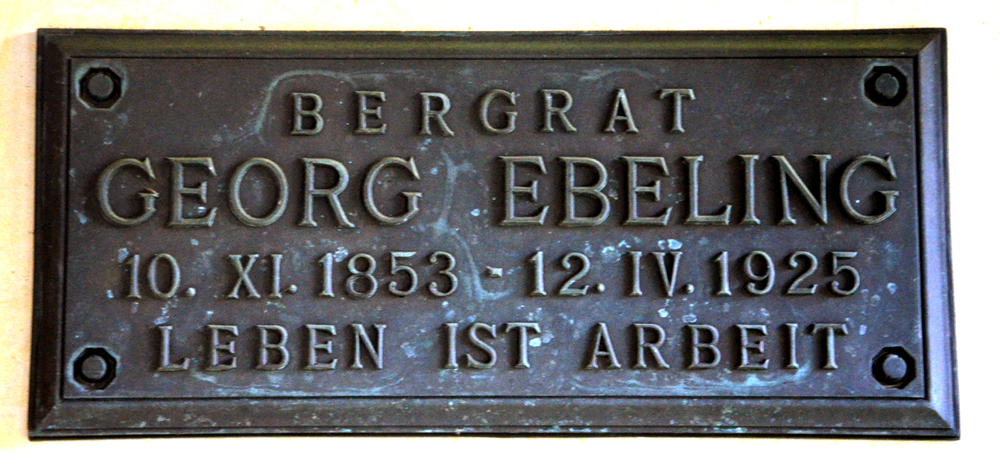
Grabplatte für den Erbauer und Erstbestatteten Georg Ebeling

Im Jahr 1907 beauftragte Georg Ebeling den hannoverschen Architekten Ferdinand Eichwede mit dem Entwurf eines Familiengrabes auf dem Engesohder Friedhof. Eichwede hatte für Ebeling bereits 1904 die Villa Ebeling erbaut. Das Grabmal sollte unweit des Friedhofseinganges in einem Bereich entstehen, der für Erbbegräbnisse vorgesehen war. Die Auflagen forderten die Errichtung eines monumentalen Grabdenkmals mit künstlerischem Wert. Ebeling beauftragte namhafte Künstler mit der Ausgestaltung, darunter vermutlich Georg Herting. Der hannoversche Magistrat genehmigte 1907 Ebelings Bauantrag mit kleinen Änderungen nach Absprache mit dem städtischen Gartendirektor Julius Trip. Die Fertigstellung mit der Innenausstattung war 1910.
Der Erstbestattete im Mausoleum war 1925 Georg Ebeling, danach folgte im selben Jahr seine Frau Alwine. Des Weiteren wurden die drei Söhne des Ehepaares Paul, Richard und Viktor  mit ihren Ehefrauen und weitere Nachfahren bestattet. 
1999 gab es einen Metalldiebstahl am Mausoleum. 2011 entwendeten Metalldiebe einen etwa drei Meter langen Metallzaun.

## Baubeschreibung

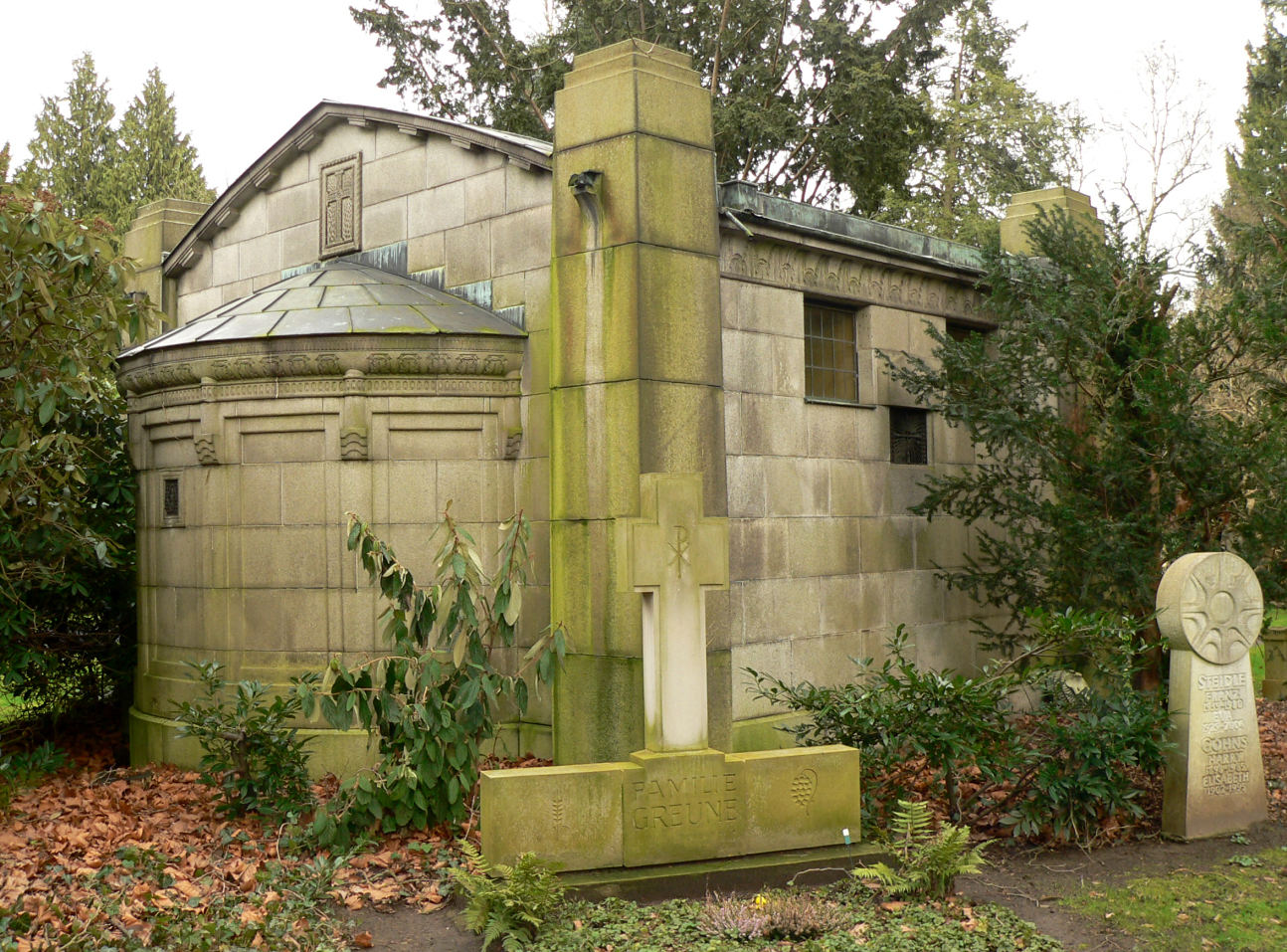
Rückwärtige Seitenansicht des Mausoleums

Das Mausoleum ist ein tempelartiger Grabbau aus weißem Granit mit einer offenen Frontseite, die als Portikus mit zwei dorischen Säulen mit ionischem Volutensatz ausgeführt ist. Der Giebel ist dreieckig gehalten. An den Gebäudeecken sind Säulen pylonartig ausgebildet. Sie weisen an der Vorderseite als Schmuck zwei Figuren auf, die vermutlich von Hugo Lederer stammen.
Der über zwei Stufen frei zugängliche Innenraum hat einen quadratischen Grundriss. Der hinteren Bereich ist als halbrunde Apsis ausgebildet. Sie wird von einem kunstvoll gestalteten Glasmosaik in Gold- und Silbertönen geschmückt, das von Hermann Schaper stammt. Es zeigt eine auf einem offenen Steinsarkophag sitzende Engelsfigur, über deren Flügel der Spruch „Was sucht ihr d. Lebendigen bei den Toten“ steht. Darunter befinden sich ebenfalls mit Mosaik verzierte Rundbogennischen. Die Decke ist mit Kassettenfeldern aus Bronze gestaltet. In den Seitenwänden des Innenraums sind Bronzeplatten für die bestatteten Personen eingelassen. Die mit einer Bronzeplatte abgedeckte Grabkammer befindet sich im Boden des Mausoleums. In der 4,7 × 4,7 Meter großen Kammer besteht in zwei Etagen Platz für Bestattungsurnen und 16 Särge. Derzeit (2022) sind laut den Bronzetafeln 18 Personen bestattet.

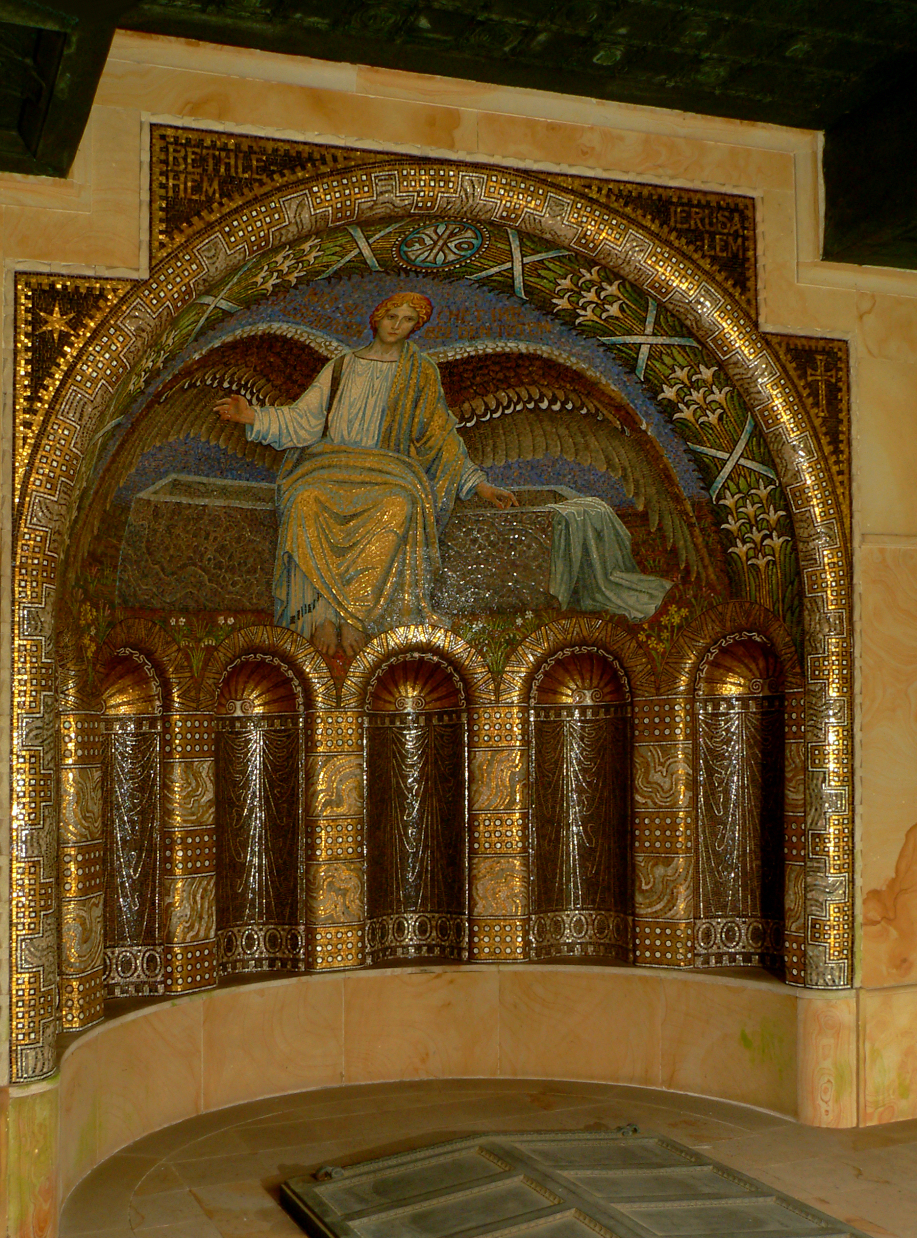
Glasmosaik in der Apsis im Inneren
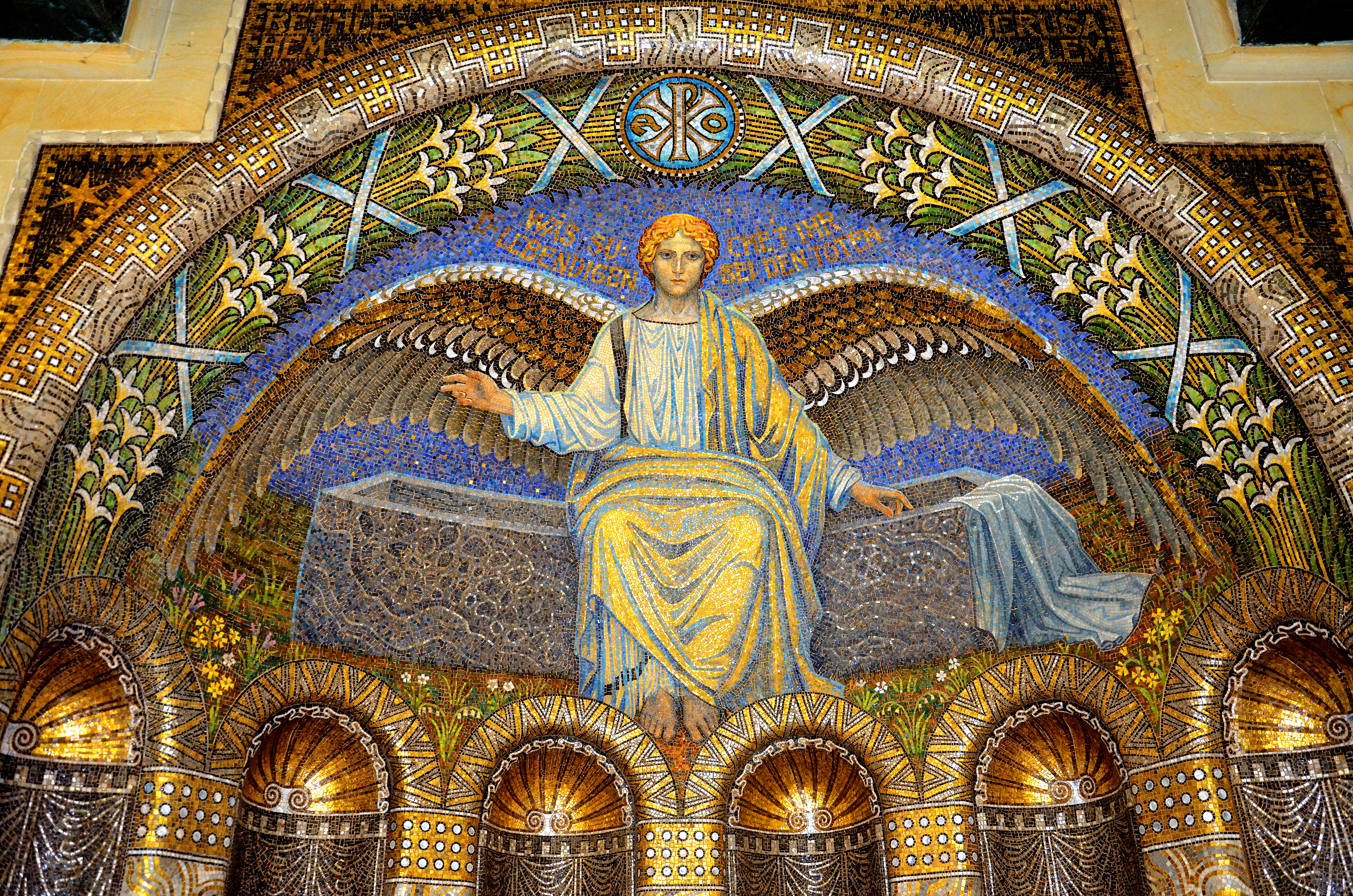
Detailaufnahme der Engelsfigur
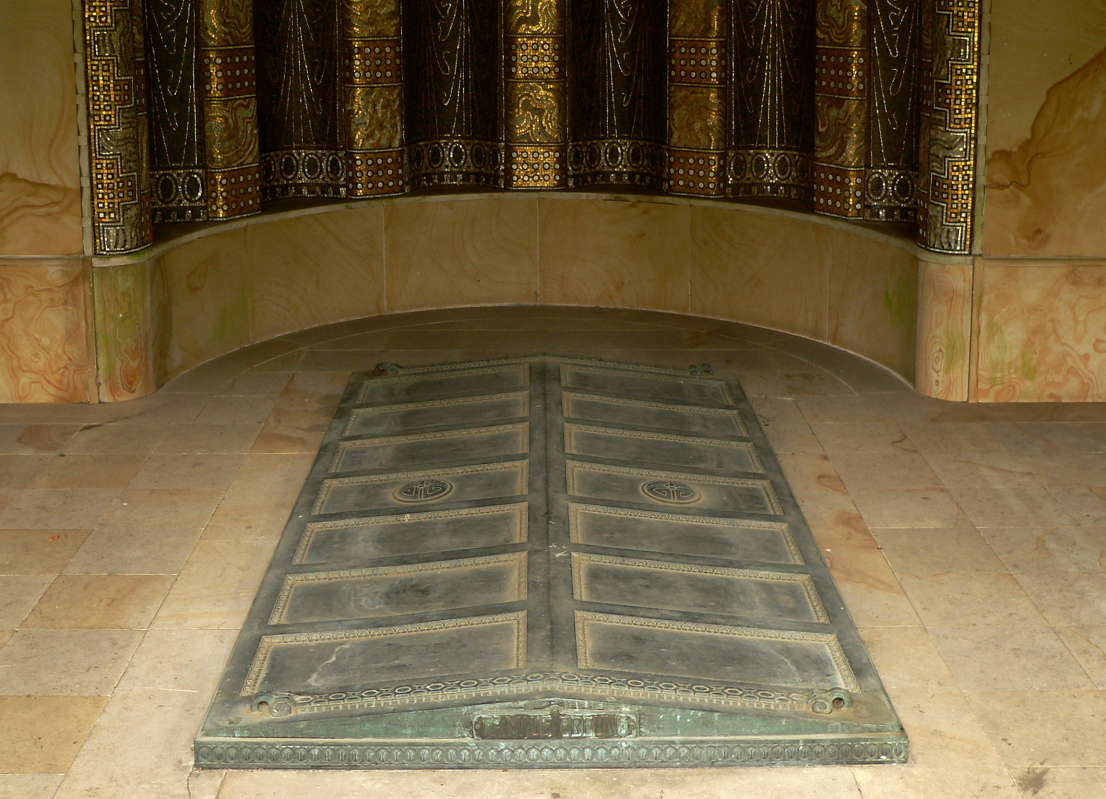
Grabplatte im Fußboden
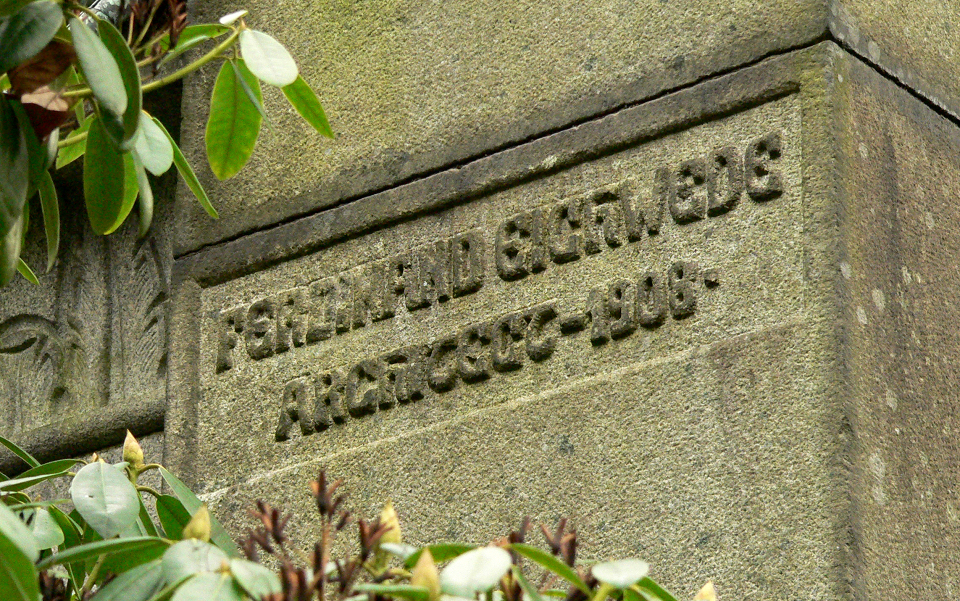
Bauinschrift mit Nennung des Architekten Ferdinand Eichwede und der Jahreszahl 1908